# 오모리정 (지바현)
오모리정(大森町)은 지바현 인바군에 존재했던 정이다. 현재의 인자이시 북부에 해당한다.

## 역사
- 1889년 4월 1일 - 정촌제 시행에 수반해 인바군 오모리촌(大杜村)이 성립하였다.
- 1913년 4월 1일 - 정으로 승격・개칭해 大森町이 되었다.
- 1954년 12월 1일 - 기오시로정, 후나호촌, 에이지촌의 2정 1촌이 합병해 안자이정이 되어 소멸하였다.

## 교통

### 철도
- 국철 (→ JR동일본)
  - 나리타선